# Valentina Yúrina
Valentina Yúrina –en ruso, Валентина Юрина– (Sverdlovsk, URSS, 25 de mayo de 1985) es una deportista rusa que compitió en escalada, especialista en la prueba de velocidad.
Ganó tres medallas en el Campeonato Mundial de Escalada entre los años 2003 y 2007, y dos medallas en el Campeonato Europeo de Escalada, plata en 2004 y bronce en 2006.

## Palmarés internacional
| Campeonato Mundial | Campeonato Mundial    | Campeonato Mundial | Campeonato Mundial |
| Año                | Lugar                 | Medalla            | Prueba             |
| ------------------ | --------------------- | ------------------ | ------------------ |
| 2003               | Chamonix (Francia)    | Medalla de bronce  | Velocidad          |
| 2005               | Múnich (Alemania)     | Medalla de plata   | Velocidad          |
| 2007               | Avilés (España)       | Medalla de bronce  | Velocidad          |
| Campeonato Europeo |                       |                    |                    |
| Año                | Lugar                 | Medalla            | Prueba             |
| 2004               | Lecco (Italia)        | Medalla de plata   | Velocidad          |
| 2006               | Ekaterimburgo (Rusia) | Medalla de bronce  | Velocidad          |